# Walter Hallstein
Walter Hallstein (Mainz, 17 november 1901 - Stuttgart, 29 maart 1982) was een Duitse academicus, diplomaat en politicus. Hallstein was voorzitter van de eerste Commissie van de Europese Economische Gemeenschap en wordt gezien als een van de belangrijkste personen in het proces van Europese integratie.
Hallstein begon zijn academische carrière vlak voor de Tweede Wereldoorlog. Op negenentwintigjarige leeftijd werd hij professor in de Rechten. Hallstein was op dat moment de jongste Duitser die deze titel ooit had gekregen. Tijdens de Tweede Wereldoorlog diende hij als legerofficier voor Nazi-Duitsland in Frankrijk. In 1944 werd Hallstein gevangengenomen door Amerikaanse troepen en verbleef hij de rest van de oorlog in kampen in de Verenigde Staten. Na de oorlog keerde hij terug naar Duitsland en vervolgde hij zijn academische carrière tot en met 1950. In dat jaar werd hem een diplomatieke functie toegewezen. Hallstein ging voor het Duitse ministerie van Buitenlandse Zaken werken. Tijdens zijn werk bij het ministerie werd hij voornamelijk bekend vanwege de naar hem vernoemde Hallsteindoctrine, een beleid dat voor isolatie van de DDR moest zorgen.
Als een groot voorstander van een federaal Europa speelde Hallstein een belangrijke rol in het proces van Europese integratie. Daarnaast maakte hij zich hard voor de rehabilitatie van West-Duitsland in Europa. Zijn Europese ambities leidden vaak tot conflicten met de minister van Economische Zaken, Ludwig Erhard. Hallstein was een van de architecten van de Europese Gemeenschap voor Kolen en Staal en werd in 1958 de eerste voorzitter van de Commissie van de EEG. Hij was van 1958 tot en met 1967 voorzitter van de Europese Commissie. Hallstein vertrok als voorzitter van de Commissie na een conflict met de Franse president Charles de Gaulle. Hij keerde vervolgens terug naar het Duitse parlement.

## Jeugd en vooroorlogse academische carrière (1901-1942)
Walter Hallstein werd geboren op 17 november 1901 in Mainz. Hij was de jongste van twee zonen uit het huwelijk van Anna Geibel en Jakob Hallstein. Zijn vader was een hoge ambtenaar. Na het basisonderwijs in Darmstadt volgde Hallstein het middelbare onderwijs aan een klassieke school in Mainz. In 1920 behaalde Hallstein zijn eindexamen.
Na zijn eindexamen ging Hallstein achtereenvolgens rechten sturen in Bonn, München en Berlijn. Hallstein specialiseerde zich in het internationaal privaatrecht en schreef zijn scriptie over de commerciële aspecten van het Verdrag van Versailles. Hij kreeg in 1925 zijn doctoraat van de Friedrich Wilhelm Universität in Berlijn. Van 1923 tot 1926 was Hallstein werkzaam als juridische klerk bij het Kammergericht. Na het behalen van zijn kwalificatie examen in 1927 werkte hij voor een korte periode als rechter. Vervolgens kreeg Hallstein een academische aanstelling bij het Kaiser Wilhelm Gesellschaft, waar hij zich specialiseerde in comparatief commercieel en ondernemingsrecht. Hij werkte onder professor Martin Wolff, een autoriteit op het gebied van privaatrecht. Hallstein werkte bij het instituut tot 1930. In 1929 kreeg Hallsteijn zijn Habiliteit van de Universiteit van Berlijn, gebaseerd op een thesis over ondernemingsrecht. Een jaar later, op negenentwintigjarige leeftijd, werd hij benoemd tot professor van privaat- en ondernemingsrecht aan de Universiteit van Rostock. Hallstein bleef verbonden aan de universiteit tot 1941.
Hallstein werd befaamd vanwege zijn weigering van de nazi-ideologie en hield afstand van het naziregime. Bij zijn benoeming in 1941 tot professor Rechten aan de Universiteit van Frankfurt was er oppositie van nazipolitici. Zijn kandidatuur werd er echter doorgedrukt door de academici van de universiteit. Niet veel later werd Hallstein decaan van de universiteit.

## Soldaat en krijgsgevangene (1942-1945)

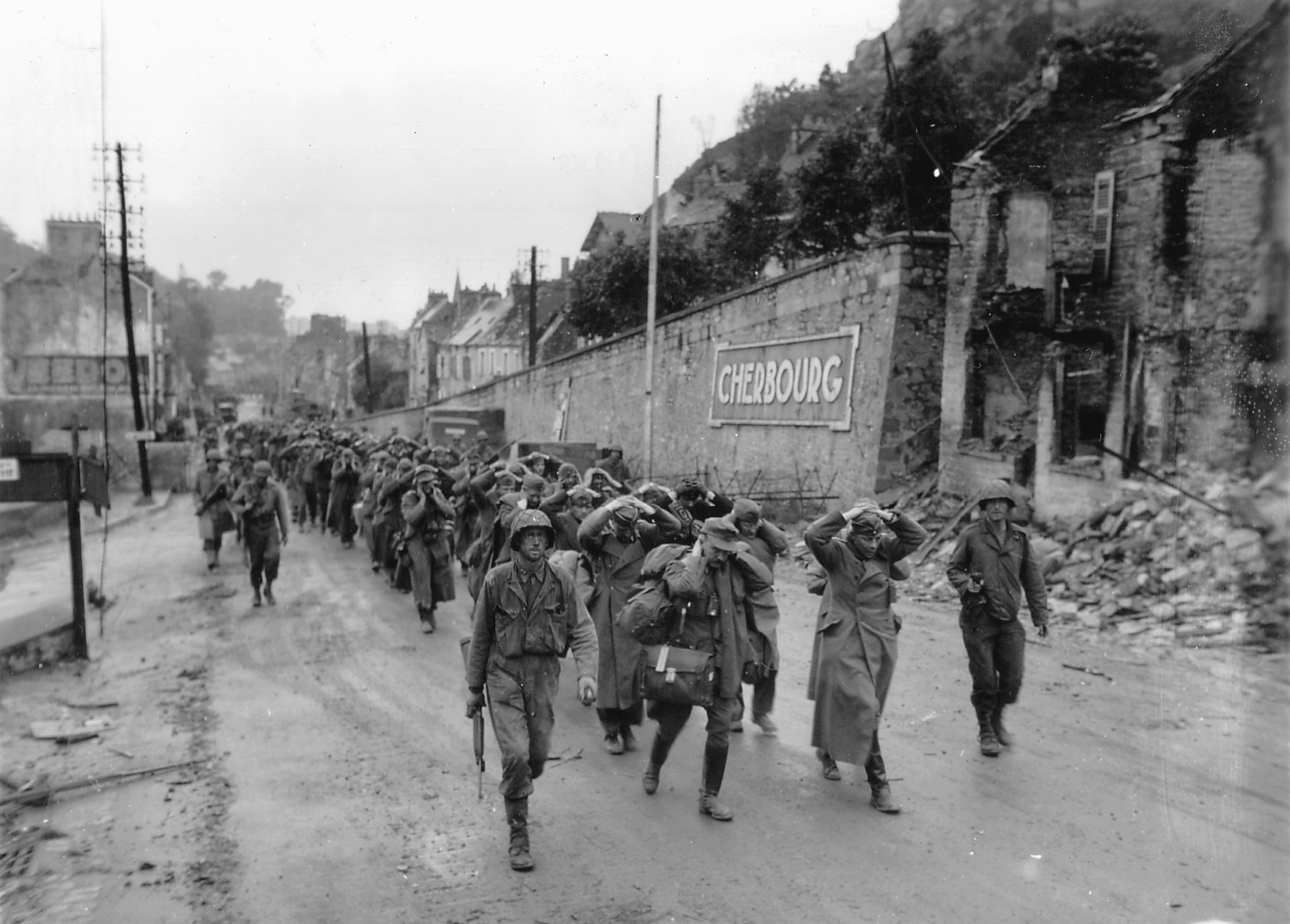
Hallstein werd gevangengenomen door Amerikaanse troepen in Cherbourg in 1944

In 1942 werd Hallstein opgeroepen voor militaire dienst en diende hij voor de Wermacht in een artillerieregiment in Noord-Frankrijk. Hallstein kreeg de titel Eerste Luitenant (Oberleutnant). Op 26 juni 1944, gedurende de Slag om Cherbourg, werd hij gevangengenomen door de Amerikaanse troepen. De rest van de oorlog verbleef Hallstein in gevangenkamp Camp Como in Mississippi. In het kamp startte hij een Kamp Universiteit en hield hij colleges over rechten. Hallstein nam deel aan het Sunflower Project, een project om voormalige Duitse soldaten her op te voeden. Hij was werkzaam voor een school in Fort Getty. Hallstein bleef krijgsgevangene van juni 1944 tot halverwege 1945.

## Naoorlogse academische carrière (1945-1950)
In november 1945 keerde Hallstein terug naar Duitsland. Hij zette zich in voor de heropening van de Universiteit van Frankfurt. Hallstein weigerde de functie van staatssecretaris van het Ministerie van Buitenlandse Zaken van Beieren. Ludwig Erhard wilde hem graag voor deze functie hebben. Op 1 februari 1946 werd hij docent aan de Universiteit van Frankfurt en vanaf april van dat jaar werd hij rector. Gedurende deze periode was de latere Duitse bondskanselier Helmut Kohl een van zijn studenten. Hallstein behield deze aanstelling tot 1948. In dat jaar richtte hij de Zuid-Duitse Rectors Conferentie op, waar hij de eerste voorzitter van werd. Van 1948 tot 1949 werkte Hallstein als gastdocent aan Georgetown University in Washington D.C..
Hallstein was mede-oprichter van het Duitse UNESCO comité en diende tussen 1949 en 1950 als voorzitter.

## Diplomatieke carrière (1950-1958)

### Buitenlandse Zaken aan de Kanselarij (1950-1951)
De Tweede Wereldoorlog had geleid tot totale vernietiging en had het continent Europa in tweeën gesplitst door het IJzeren Gordijn. Onder de Europese partijen heerste het verlangen tot Europese samenwerking en maatregelen om toekomstige oorlogen te voorkomen. De Franse minister van Buitenlandse Zaken, Robert Schuman, opperde het plan om de Duitse en Franse productie van kolen en staal onder een gezamenlijke controle te stellen. De eerste diplomatieke gesprekken werden gevoerd om dit doel meer vorm te geven. Ten tijde van deze onderhandelingen had Duitsland nog steeds zijn soevereiniteit niet teruggekregen. De buitenlandse politiek van Duitsland werd bepaald door de Hoge Commissie voor het bezette Duitsland. Er bestond geen onafhankelijk ministerie voor Buitenlandse Zaken en de buitenlandse zaken werden vaak bepaald door de kanselarij.
Konrad Adenauer besloot, op advies van Wilhelm Röpke, Hallstein naar Bonn te vragen. Hallstein werd benoemd tot hoofd van de Duitse delegatie bij de onderhandelingen van het Schumanplan in Parijs. Deze onderhandelingen leidden tot de oprichting van de Europese Gemeenschap voor Kolen en Staal. Hallstein en zijn Franse delegatieleider Jean Monnet stelde het Schumanplan op en de oprichting van de gemeenschap werd bekrachtigd met de ondertekening van het Verdrag van Parijs in 1951. De EGKS zou in latere decennia leiden tot de EEG en de huidige Europese Unie. In augustus 1950 werd Hallstein, tot grote verrassing, benoemd tot hoofd van Buitenlandse Zaken aan het Bundeskanzleramt. Op dat moment was er weinig bekend over Hallstein. De motieven die een rol speelden bij de benoeming waren het feit dat Hallstein geen lid was geweest van de nazipartij en dat hij goede betrekkingen had met de Verenigde Staten.

### Staatssecretaris van Buitenlandse Zaken (1951-1958)

#### Staatssecretaris onder Adenauer (1951-1955)

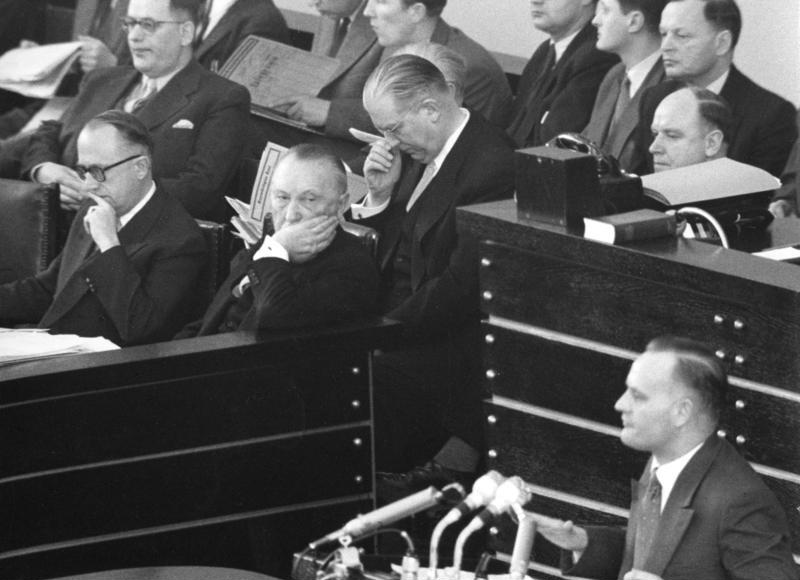
Tweede lezing van de Verdragen van Parijs in het Duitse parlement in 1955

In 1951 werd het Bezettingsstatuut aangepast en mocht Duitsland een eigen Ministerie van Buitenlandse Zaken hebben. Het nieuwe ministerie werd geleid door bondskanselier Konrad Adenauer. Op 2 april 1951 werd Hallstein benoemd tot staatssecretaris. De buitenlandse politiek werd bepaald door Adenauer en zijn naasten, waaronder Hallstein en Herbert Blankenhorn. In vele opzichten fungeerde Hallstein als minister, ondanks dat de titel nooit aan hem werd toegeschreven. Al snel werd duidelijk dat de ministeries van Algemene Zaken en Buitenlandse Zaken onafhankelijk moesten worden bestuurd. Adenauer overwoog om Hallstein te benoemen, maar besloot dit niet te doen omdat Hallstein niet tot een politieke partij behoorde.
Hallstein speelde een belangrijke rol in het verwezenlijken van de doelen van het naoorlogse Duitsland. Hij wilde dat Duitsland zijn soevereiniteit terugkreeg en was een groot voorstander van de oprichting van de Europese Defensiegemeenschap. Onderhandelingen leidde tot de volgende internationale overeenkomsten:
- Op 26 mei 1952 werd het Verdrag van Bonn bekrachtigd. Dit verdrag werd ondertekend door de Verenigde Staten, het Verenigd Koninkrijk, Frankrijk en de Bondsrepubliek Duitsland (West-Duitsland). Het verdrag herstelde een deel van de Duitse soevereiniteit. Over de status van West-Berlijn werd geen akkoord bereikt.
- Op 27 mei 1952 werd het Verdrag van Parijs bekrachtigd. Dit verdrag werd ondertekend door de Verenigde Staten, Frankrijk, Italië, België, Luxemburg, Nederland en de Bondsrepubliek Duitsland. Het verdrag moest leiden tot de oprichting van de Europese Defensiegemeenschap, maar het kreeg geen goedkeuring van het Franse nationale parlement in 1954.

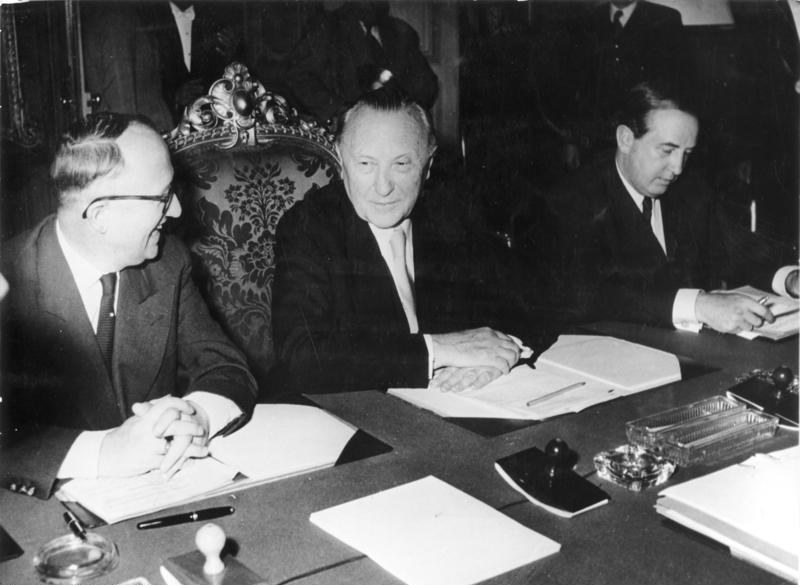
De Bondsrepubliek wordt lid van de NAVO. Hallstein met Konrad Adenauer en ambassadeur Herbert Blankenhorn op de NAVO-conferentie in Parijs in 1954

Als reactie op het mislukken van de Europese Defensiegemeenschap verenigden de partijen zich in de West-Europese Unie in 1954. De Bondsrepubliek werd ook lid van de Noord-Atlantische Verdragsorganisatie. De poging om zaken tussen de partijen op te lossen leidde tot de Conferentie van Londen. De Duitsers werden hier vertegenwoordigd door Adenauer, Hallstein, Blankenhorn en Wilhelm Grewe. Hallstein was betrokken bij diverse onderhandelingen op de conferentie. Van 21 tot 22 oktober 1954 werd er een conferentie gehouden tussen de Geallieerden en leidde tot de beëindiging van de Duitse bezetting. Een conferentie leidde tussen de leden van de NAVO leidde tot goedkeuring voor Duits lidmaatschap. Na ratificatie van de Akkoorden van Parijs op 5 mei 1955 trad het Duitslandverdrag in werking. Dit verdrag betekende soevereiniteit voor de Bondsrepubliek Duitsland, die een volwaardig lid van de NAVO was. Wel kwam het leger van de Bondsrepubliek, de Bundeswehr, rechtstreeks onder NAVO-bevel te staan.
Na het verkrijgen van de belangrijkste buitenlandse objectieven begon Hallstein aan het opzetten van een diplomatieke dienst. Daarnaast voerde Hallstein een reorganisatie door bij het ministerie van Buitenlandse Zaken. Zijn reorganisatie werd uitgevoerd volgens de bevindingen van het Maltzan Report. Dit rapport was opgesteld door Vollrath von Maltzan, een voormalige diplomaat van het Ministerie van Economische Zaken. Er werd kritiek geuit op het ministerie van Buitenlandse Zaken, omdat men van mening was dat er gebrek aan informatie en consultatie was. Bondskanselier Adenauer wantrouwde de Wilhelmstraße-veteranen, die allen onder het naziregime hadden gediend. Nieuwe topfuncties mochten voortaan alleen nog maar worden toegewezen aan personen zonder nazi-achtergronden. Er gingen geruchten dat er een splitsing plaatsvond op het ministerie. Aan de ene kant bevonden zich de leidinggevenden (Adenauer, Blankenhorn en Hallstein) en aan de andere kant bevonden zich de afdelingshoofden en de diplomatieke dienst. Hallstein werd bekritiseerd vanwege de Europese Defensiegemeenschap, omdat de diplomatieke dienst altijd al van mening was geweest dat de gemeenschap er nooit zou kunnen komen.

#### Staatssecretaris onder minister Brentano (1955-1958)
Op 6 juni 1955 benoemde Adenauer Heinrich von Brentano tot minister van Buitenlandse Zaken. Met de aanstelling was Von Brentano vond er een verplaatsing van verantwoordelijkheden plaats. Hallstein bleef echter een invloedrijk persoon binnen het ministerie en bleef aanwezig bij kabinetsgesprekken. Herbert Blankenhorn, die tot dan toe hoofd van de afdeling Politiek van het ministerie was geweest, werd benoemd tot Permanente Vertegenwoordiger van Duitsland van de NAVO in Parijs. Wilhelm Grewe volgde Blankenhorn op en werd de nieuwe assistent van Hallstein. Hallstein was betrokken bij de gesprekken met Frankrijk inzake de terugkeer van het Saargebied onder Duitse controle. In oktober 1955 vond er een referendum plaats voor de herintreding van de regio bij West-Duitsland. Vanwege een positie uitslag besloten de Fransen akkoord te gaan met de inlijving van het Saargebied bij Duitsland. Op 27 oktober 1956 werd het Saar Verdrag ondertekend door beide partijen. Op 1 januari 1957 vond de politieke integratie plaats en precies drie jaar later de economische integratie.

##### Hallsteindoctrine (1955-1969)
In 1955 was de Bondsrepubliek Duitsland, ook wel West-Duitsland, weer een volwaardige staat in Europa. Duitsland had bij de Akkoorden van Parijs in mei 1955 zijn soevereiniteit teruggekregen. Het land was daarnaast lid geworden van diverse westerse defensie-organisaties (NAVO en WEU), het proces van Europese integratie nam grote sprongen met de oprichting van de EGKD en de kwestie om het Saargebied met Frankrijk was opgelost door het Saarverdrag. Hallstein speelde bij al deze onderhandelingen een grote rol. West-Duitsland moest zich nu focussen op het ontwikkelen van goede diplomatieke betrekkingen met zijn buurland, de Duitse Democratische Republiek (DDR). Omdat Hallstein zich voornamelijk bezighield met de West-Europese kwesties, delegeerde hij deze kwestie naar zijn assistent Grewe. In 1955 vergezelden Hallstein en Grewe bondskanselier Konrad Adenauer naar Moskou voor een ontmoeting. Bij deze ontmoetingen ontstonden er diplomatieke betrekkingen tussen Bonn en Moskou. Op de terugreis werd het beleid jegens West-Duitsland bedacht, dat later de Hallsteindoctrine zou worden genoemd. Het idee kwam van de Hallsteindoctrine kwam van Wilhelm Grewe. De doctrine werd een van de belangrijkste elementen van het West-Duitse beleid van september 1955 tot de officiële erkenning van de DDR in oktober 1969.

##### Europese integratie en de Verdragen van Rome (1955-1958)

###### Verschillen met Ludwig Erhard
Binnen de regering van de Duitse bondskanselier Adenauer waren de meningen verdeeld over Europese integratie. Hallstein en zijn naaste medewerkers op het ministerie van Buitenlandse Zaken waren voorstanders van een federaal Europa met parlementaire vertegenwoordiging van de Europese burgers. Hallstein streefde naar een Verenigde Staten van Europa. Hij was zich er ook van bewust dat de Duitse economie sterk afhankelijk was van de export en dat de samenwerking met andere staten de export zou vergroten. Minister Ludwig Erhard en zijn ministerie van Economische Zaken waren voorstanders van intergouvernementele samenwerking. Erhard was een felle tegenstander van supranationale organisaties en beschuldigde het ministerie van Buitenlandse Zaken ervan dat een federaal Europa een staat zou zijn zonder gevoel voor economische realiteit. Adenauer moest uiteindelijk de beslissing nemen in dit dispuut en koos de kant van Hallstein.

###### Conferentie van Messina (1955)
In juni 1955 kwamen de ministers van Buitenlandse Zaken van de Europese Gemeenschap voor Kolen en Staal bij elkaar in de Italiaanse stad Messina. Op de conferentie werden een nieuwe voorzitter en twee vicevoorzitters benoemd voor de Hoge Autoriteit van de EGKS. Deze voorzitters kregen een mandaat tot en met 10 februari 1957. Naast de benoemingen werd er ook gezocht naar een middel om het Europese integratieproces te stimuleren. Het falen van de Europese Defensiegemeenschap en de Europese Politieke Gemeenschap lagen nog vers in het geheugen. Op 3 juni 1955 werd er besloten tot samenwerking op economisch gebied en dit leidde tot de ondertekening van het Verdrag van Rome in 1957. Met dit verdrag ontstond de Europese Economische Gemeenschap. Hallstein vertegenwoordigde de Duitse belangen bij de conferentie, ondanks dat hij geen minister van Buitenlandse Zaken was. Deze situatie was ontstaan, omdat Adenauer vlak voor de conferentie afstand had gedaan van zijn dubbelpositie als bondskanselier en als minister van Buitenlandse Zaken. De nieuw gekozen minister Brentano was nog niet benoemd en Hallstein mocht daarom de delegatie voorzitten.

###### Conferentie van Noordwijk en het Spaak Report (1955-1956)
Op 6 september 1955 vertegenwoordigde Hallstein opnieuw de Duitse belangen. Adenauer en Brentano zouden rond die periode naar Moskou afreizen om de diplomatieke betrekkingen te verbeteren tussen Bonn en Moskou. De ministers van Buitenlandse Zaken evalueerden de progressie die was gemaakt door het Comité Spaak. Dit comité stelde een plan op voor de creatie van de EEG. Op 9 november 1955 werden de plannen besproken binnen de regering. Het ministerie van Economische Zaken en Landbouw waren tegenstanders van een gemeenschap en prefereerden een vrijhandelszone. De minister van Economische Zaken was bang dat een douane-unie tot protectionisme zou leiden en de minister van Landbouw was bang dat de boeren in Duitsland zouden worden bedrogen door de plannen. Uiteindelijk besloot Hallstein opnieuw ten gunste van Hallstein en zijn ministerie. In april 1956 werd het Spaak Report gepresenteerd. Gedurende kabinetsgesprekken op 9 mei 1956 ontstond er opnieuw een conflict tussen de verschillende ministeries. Adenauer koos opnieuw voor Hallstein en wilde dat Hallstein de delegatie zou leiden bij de intergouvernementele gesprekken in Venetië eind mei 1956.

###### Conferentie van Venetië (1956)
In juli 1956 deed het Verenigd Koninkrijk een voorstel bij de Organisatie voor Economische Samenwerking en Ontwikkeling om de mogelijkheid te onderzoeken voor een vrijhandelszone voor industriële goederen. Frankrijk was voornamelijk geïnteresseerd in de Euratom en wilde het debat scheiden in twee onderwerpen. Ze stelde een compromis voor, waarbij alleen de algemene voorwaarden voor een gemeenschappelijke markt zouden worden overeengekomen. De details zouden later worden uitgewerkt. Duitsland wilde echter niet afzonderlijk praten over Euratom en de Europese Economische Gemeenschap. Gedurende de conferentie ging de Franse minister-president Guy Mollet akkoord op voorwaarde van drie provisies. Ten eerste moest de gemeenschappelijke markt er in stappen komen, ten tweede zouden de douanetarieven met maximaal 30% mogen worden gereduceerd en ten slotte mochten de nationale overheden niet worden overspoeld met economisch beleid uit Brussel. Hallstein wantrouwde de Fransen en was van mening dat ze de onderhandelingen voor de EEG wilden vertragen. Hij kreeg steun van zijn collega's uit Luxemburg en Nederland. Hallstein en zijn medestanders stelde een deadline voor de komst van de gemeenschappelijke markt. Het Franse nationale parlement ging in juli 1956 akkoord met het plan.

###### Verdragen van Rome (1957)
Op 25 maart 1957 werden de Verdragen van Rome ondertekend door de zes lidstaten van de EGKS: Italië, West-Duitsland, Frankrijk, Luxemburg, België en Nederland. Adenauer en Hallstein tekenden voor West-Duitsland. De minister van Buitenlandse Zaken, Brentano, had besloten om de onderhandelingen aan Hallstein over te laten. De ondertekening van het verdrag betekende een groot succes voor Hallstein. Hallstein had het verdrag op 21 maart ook al voorgelegd aan het Duitse nationale parlement.

##### Het kiezen van de Commissaris (1957-1958)
Na ondertekening van de verdragen van Rome moesten de leiders een beslissing nemen over de aanstelling van de Commissaris van de Europese Economische Gemeenschap. Er waren eerdere suggesties geweest dat Hallstein voorzitter zou worden van het Europees Hof van Justitie, vanwege zijn juridische achtergrond. Hallstein werd echter naar voren geschoven als de Duitse kandidaat voor het commissariaat. Zijn belangrijkste opponenten waren de Nederlandse minister van Landbouw, Sicco Mansholt, en de Belgische minister van Economische Zaken, Jean Rey. Beiden zouden later alsnog commissaris worden in respectievelijk de perioden 1972-1973 en 1967-1970. De conferentie op 20 december 1957 leidde niet tot een besluit en dus kende de EEG bij haar lancering op 1 januari 1958 nog geen commissaris. Op een conferentie van 6 tot 7 januari 1958 werd Hallstein alsnog verkozen tot commissaris. De verkiezing van Hallstein als de voorzitter van een grote Europese organisatie, ruim tien jaar na het einde van de Tweede Wereldoorlog, was een grote overwinning voor West-Duitsland.

## Voorzitter van de Commissie van de Europese Gemeenschap voor Kolen en Staal (1958-1967)

### De basis leggen voor de gemeenschap
In januari 1958, iets meer dan een decennium na het einde van de Tweede Wereldoorlog, werd de Duitser Walter Hallstein unaniem verkozen tot de eerste voorzitter van de commissie van de EGKS. Het hoofdkantoor werd gevestigd in Brussel, waar vandaag de dag nog steeds haar opvolger de Europese Commissie zetelt. Hallstein werd verkozen op 7 januari 1958 en bleef tot en met 1967 voorzitter.
De eerste zitting van de Hallstein commissie werd gehouden op 16 januari 1958. De commissie bestond uit negen leden (twee voor West-Duitsland, Frankrijk en Italië en een voor de Benelux-landen) en moest gedurende haar termijn een groot aantal taken uitvoeren. Deze taken waren de invoering van de douane-unie en de daaraan gerelateerde Vier Vrijheden (vrij verkeer van personen, goederen, diensten en kapitaal), maar ook gemeenschappelijk beleid op het gebied van concurrentie, handel, transport en landbouw.

#### Tegenstrijdige visies
Hallstein was een grote aanhanger van een federaal Europa, maar het EEG verdrag liet vele vragen onbeantwoord. De opinies waren verdeeld. Men vroeg zich af of een gemeenschappelijke markt zou zegevieren zonder een gemeenschappelijk economisch beleid. Daarnaast waren de meningen verdeeld over de uitbreiding van de EEG - in het bijzonder de toetreding van het Verenigd Koninkrijk - en of de samenwerking uiteindelijk moest leiden tot een politieke unie, zoals de Verenigde Staten van Amerika.
Een verschil van opinies en tradities in de aaneengesloten lidstaten en een verschil van opinie tussen de politici zorgden ervoor dat een consensus moeilijk te vinden was. De verschillen die bij de totstandkoming van de EEG waren blootgesteld, speelden ook een belangrijke rol binnen de Commissie. Het protectionistische Gemeenschappelijk Landbouwbeleid van de commissaris van Landbouw, Sicco Mansholt, was in tegenspraak met het liberale buitenlandse handelsbeleid van commissaris van Externe relaties, Jean Rey.

##### EEC en EFTA (1960)
Het Verenigd Koninkrijk was in eerste instantie een tegenstander geweest van de Europese Economische Gemeenschap en was een voorstander van een vrijhandelszone. De Britten deden een voorstel waarbij de EEC en de andere staten van Europa zouden samenwerken in een vrijhandelszone. De Duitse overheid, de Duitse industrie en de Duitse minister van Economische Zaken, Ludwig Erhard, wilde de Verenigde Koninkrijk in een verenigd Europa. Hallstein was een voorstander van lidmaatschap voor het Verenigd Koninkrijk op de lange termijn, maar vond het belangrijker dat de huidige lidstaten beter zouden integreren. De discussies over een grotere vrijhandelszone leidde op een gegeven moment tot vergaande onderhandelingen. De onderhandelingen mislukte, toen de Fransen, op aandringen van De Gaulle, zich terugtrokken. De unilaterale actie van de Fransen in november 1958 werd niet goed ontvangen bij de andere lidstaten van de EEG en de onderhandelingen werden stopgezet. Duitse politici, waaronder Erhard, waren van mening dat Hallstein en zijn commissie te weinig hadden gedaan om de vrijhandelszone te promoten.
De zes lidstaten van de EEG hadden besloten tot de oprichting van een douane-unie. De grensbelemmeringen tussen de lidstaten moesten binnen 12 jaar worden weggehaald. Er moest een gemeenschappelijk buitentarief voor de niet-lidstaten worden afgesproken. Zeven van de niet-lidstaten (Engeland, Zweden, Portugal, Oostenrijk, Denemarken, Noorwegen en Zwitserland) besloten tot de oprichting van een minder vergaande vrijhandelszone, de Europese Vrijhandelszone. Deze zone kende geen grensbelemmeringen tussen de lidstaten, maar kende geen gemeenschappelijk buitentarief zoals bij de EEG. De Europese Vrijhandelszone conventie werd getekend in januari 1960 en werd in werking gesteld in mei van dat jaar. Op 3 maart 1960 lanceerde Hallstein een plan voor de versnelling van de totstandkoming van de gemeenschappelijke markt. Commentators waren van mening dat Hallstein het proces van vereniging van de EEG en Europese Vrijhandelszone saboteerde. Dit leidde tot ongenoegen bij de lidstaten van de EVZ, maar ook bij Ludwig Erhard.
In 1961 besloot de Engelse minister-president Harold Macmillan zich erbij neer te leggen dat er nooit een vrijhandelszone zou komen en het Verenigd Koninkrijk besloot een verzoek tot lidmaatschap bij de EEG in te dienen. Edward Heath, de Lord Privy Seal onder het kabinet van Macmillan, leidde de delegatie. Hallstein maakte zich zorgen en zag het verzoek van het Verenigd Koninkrijk als voorbarig. De Financial Times van 2 augustus 1961 schreef dat Hallstein het minst geïnteresseerd was in lidmaatschap van VK. In Britse overheidskringen werd Hallstein in eerste instantie gelinkt aan de Fransen en de Gaulle. En dat terwijl de overige vijf lidstaten positief waren tegenover lidmaatschap van de Britten.

##### Fouchet Plan (1961-1962)
In 1961 stelde de Franse president Charles de Gaulle het Fouchet-plan voor. Het plan betekende een intergouvernementele 'vereniging van staten'. Deze samenwerking was een alternatief voor de Europese gemeenschappen. De andere lidstaten zagen weinig in het plan en de onderhandelingen werden op 17 april 1962 stopgezet. Hallstein had een duidelijke toekomst voor Europa voor ogen. Hij wilde een federatie en was van mening dat de gemeenschappen inmiddels een quasi-federatie waren geworden. De Gaulle deelde deze mening niet en was een voorstander van een confederatie, waarbij de soevereiniteit van de staten grotendeels ongemoeid zou blijven. Hallstein dacht dat samenwerking in Europa niet genoeg was om Europa een nieuwe positie in de wereld te geven. De Gaulle wilde ook dat diverse politieke beleidsvormen zouden gaan switchen tussen de lidstaten. Ondertussen werkte De Gaulle ook aan zijn Force de dissuasion, een plan tot een gedeeltelijke oprichting van een defensiegemeenschap. De Gaulle wilde minder afhankelijk zijn van de Verenigde Staten en wilde de transnationale relaties zo beperkt mogelijk houden.

### Gemeenschappelijk landbouwbeleid
Op 15 december 1964 gaf de Raad aan de Commissie de opdracht voorstellen te doen voor de financiering van het gemeenschappelijk landbouwbeleid. Tevoren had de Duitse regering zich steeds verzet tegen een gemeenschappelijke graanprijs. Hallstein zag in dat landbouwsubsidies het pressiemiddel bij uitstek waren om Frankrijk over de streep te trekken voor een versterking van de Europese bevoegdheden. In nauwe samenwerking met Sicco Mansholt werkte hij een voorstel in vijf punten uit, dat op 24 maart 1965 aan het Parlement werd voorgelegd. Enerzijds werd in dat voorstel het landbouwfonds geleidelijk aan gefinancierd door de Gemeenschap (volledig vanaf 1 juli 1967); anderzijds voorzag het voorstel aanzienlijke eigen financiële middelen waarop de nationale parlementen geen controle meer konden uitoefenen. De reeds afgesproken douane-unie voor industriële producten werd vervroegd tot 1 juli 1967.
De Gaulle verzette zich hevig en vroeg de loskoppeling van enerzijds het landbouwbeleid en anderzijds de financiering van de eigen middelen, maar de andere vijf lidstaten waren akkoord met het voorstel en begrepen de noodzaak van de koppeling. Daarop begon Frankrijk systematisch (en onwettig) de werking van de Gemeenschap te boycotten, een houding die de lege-stoel-crisis werd genoemd. Het zou tot 1967 duren voor de werking van de Europese Gemeenschappen enigszins normaliseerde, en Hallstein was voor de Fransen niet meer aanvaardbaar als voorzitter van de dan eengemaakte Commissie van de Europese Gemeenschappen. Zijn opvolger werd de Belg Jean Rey.
- Bibsys: 90898091
- Biblioteca Nacional de España: XX1300417
- Bibliothèque nationale de France: cb12183207z (data)
- Catàleg d'autoritats de noms i títols de Catalunya: 981058522407506706
- CiNii: DA01190116
- Gemeinsame Normdatei: 118701150
- International Standard Name Identifier: 0000 0000 8406 2305
- Library of Congress Control Number: n50018469
- Bibliotheek van het Japanse parlement: 00522351
- Nationale Bibliotheek van Tsjechië: skuk0002854
- Nationale bibliotheek van Australië: 49864468
- Nationale Bibliotheek van Israël: 987007599162705171
- Nationale Bibliotheek van Polen: a0000001842606
- Nationale en Universitaire bibliotheek Zagreb: 000114932
- Nederlandse Thesaurus van Auteursnamen: 069134448
- Parlement.com: vhh42rn9fvkg
- Réseau des bibliothèques de Suisse occidentale: 02-A003343112
- SNAC: w6s041bc
- Système universitaire de documentation: 030413869
- Trove: 1498687
- Virtual International Authority File: 108819836
- WorldCat: E39PBJkp4wHxhcYhd7y3hW4Xh3

 Giuseppe Caron* ·  Guido Colonna di Paliano ·  Hans von der Gröben ·  Walter Hallstein ·  Lionello Levi Sandri ·  Sicco Mansholt ·  Robert Marjolin ·  Jean Rey ·  Henri Rochereau ·  Lambert Schaus 
  * afgetreden 
 Giuseppe Caron ·  Hans von der Gröben ·  Walter Hallstein ·  Robert Lemaignen ·  Lionello Levi Sandri ·  Piero Malvestiti** ·  Sicco Mansholt ·  Robert Marjolin · 
  Giuseppe Petrilli** ·  Michel Rasquin* ·  Jean Rey ·  Lambert Schaus 
  * overleden, ** afgetreden 